# Leone Gasperoni
Leone Gasperoni (3 settembre 1974) è un ex calciatore sammarinese, di ruolo difensore.